# Empire (film, 2002)
Pour plus de détails, voir Fiche technique et Distribution.
Empire est un film américain réalisé par Franc. Reyes, sorti en 2002.

## Synopsis
Un trafiquant de drogue considère son association avec un banquier d'investissement comme une opportunité de sortie de la vie criminelle qu'il mène mais également un moyen possible de faire fortune.

## Fiche technique
- Titre original et français : Empire
- Réalisation et scénario : Franc. Reyes
- Musique : Rubén Blades
- Pays d'origine :  États-Unis
- Sociétés de production : Universal Pictures et Arenas Entertainment
- Genre : Film de gangsters
- Durée : 90 minutes
- Date de sortie : 16 janvier 2002

## Distribution
- John Leguizamo : Victor "Vic" Rosa
- Peter Sarsgaard : Jack Wimmer
- Denise Richards : Trish
- Vincent Laresca : Jimmy
- Isabella Rossellini : Joanna "La Colombiana" Menendez
- Sônia Braga : Iris
- Delilah Cotto : Carmen
- Nestor Serrano : Rafael Menendez
- Treach : Chedda
- Rafael Baez : Jay ("le savant idiot")
- Fat Joe : Tito
- Carlos Leon : Hector
- Granville Adams : le détective Jones
- Sam Coppola : Robert Gold
- Rob B. Campbell : le détective O'Brien